# C.M. van den Heever
Christiaan Maurits van den Heever, (campo de concentración cerca de Norvalspont, 27 de febrero de 1902-8 de julio de 1957) era un escritor sudafricano en afrikáans.
Escritor dertiger, van den Heever es conocido por sus novelas: Somer ("Verano") y Laat vrugte ("Fruitas tardías"). La segunda ganó el Premio Hertzog de prosa de 1942.
Estudió en la Universidad del Estado Libre de Bloemfontein (donde luego sería profesor)  y la Universidad de Utrecht . Acabó su carrera académica a la Universidad del Witwatersrand.

## Obra
- Op die plaas - 1927
- Langs die grootpad  - 1928
- Droogte - 1930
- Groei - 1933
- Somer - 1935
- Kromburg - 1937
- Laat vrugte - 1939
- Gister - 1941
- Van aangesig tot aangesig - 1942
- Anderkant die berge - 1944
- Kringloop van die winde - 1945
- Die held. Roman - 1948
- Marthinus se roem - 1949
- Vannag kom die ryp - 1952
- Dirk se oorwinning - 1952

### Poemas
- Stemmingsure - 1926
- Die nuwe boord - 1928
- Aardse vlam - 1938